# Bobby Lalonde
Robert Patrick „Bobby“ Lalonde (* 27. März 1951 in Montreal, Québec) ist ein ehemaliger kanadischer Eishockeyspieler, der im Verlauf seiner aktiven Karriere zwischen 1968 und 1982 unter anderem 657 Spiele für die Vancouver Canucks, Atlanta Flames, Boston Bruins und Calgary Flames in der National Hockey League (NHL) auf der Position des Centers bestritten hat. Mit einer Körpergröße von 165 cm war Lalonde der kleinste NHL-Profi während seiner aktiven Zeit.

## Karriere
Lalonde verbrachte zwischen 1968 und 1971 eine überaus erfolgreiche Juniorenzeit in Diensten der Canadien junior de Montréal, die zu dieser Zeit der Ontario Hockey Association (OHA) angehörten. In seinen ersten beiden Jahren gewann der Stürmer mit der Mannschaft jeweils das Double aus dem J. Ross Robertson Cup der OHA und dem Memorial Cup des Dachverbandes Canadian Hockey League. An sämtlichen Titelgewinnen war Lalonde, trotz des hochkarätig und mit zahlreichen späteren Profispielern besetzten Kaders, maßgeblich beteiligt. Sein bestes Jahr in der Liga bestritt er allerdings in der titellosen Saison 1970/71, als er in 72 Spielen insgesamt 148 Scorerpunkte sammelte. Davon beeinflusst war auch seine Wahl im NHL Amateur Draft 1971 durch die Vancouver Canucks aus der National Hockey League (NHL), die ihn bereits in der zweiten Runde mit dem 17. Wahlrecht auswählten. Er war damit neben Jocelyn Guèvremont und Rich Lemieux einer von drei Spielern der Junior Canadiens, die von den Canucks in einer der ersten drei Draftrunden gezogen worden waren.
Seine erste Saison im Profibereich verbrachte der nur 165 cm große Stürmer sowohl im NHL-Kader der Canucks als auch im Aufgebot des Farmteams Rochester Americans in der American Hockey League (AHL). Mit Beginn der Saison 1972/73 war Lalonde dann Stammspieler in Vancouver und sammelte als Rookie 47 Punkte. Das folgende Spieljahr war von einer langwierigen Verletzung geprägt. Ein Bruch des Sprunggelenks und ein zusätzlicher Bänderriss ließen ihn zwischen November 1973 und Februar 1974 ausfallen, sodass er am Saisonende lediglich 36-mal aufgelaufen war. Zudem erreichte er nur sieben Torbeteiligungen. Wieder genesen verbrachte Lalonde drei weitere erfolgreiche Jahre in Vancouver, in denen er einmal seinen Karrierebestwert von 47 Punkten egalisierte und ihn in der Saison 1975/76 mit 50 erreichten Scorerpunkten noch einmal verbesserte. Dennoch endete die Zeit des Offensivspielers bei den Canucks nach dem Spieljahr 1976/77. Aufgrund eines Überangebots auf der Mittelstürmerposition verlängerte das Management Vancouvers den auslaufenden Vertrag nicht.
Lalonde unterzeichnete daraufhin im September 1977 als Free Agent einen Vertrag bei den Atlanta Flames. Dort verblieb er zunächst zwei Spielzeiten und verbesserte seine jährliche Punktausbeute in der Saison 1978/79 noch einmal um sechs Punkte auf 56. Dennoch blieb er im bevorstehenden NHL Expansion Draft 1979 vom Management ungeschützt. Nach der zwischenzeitlichen Wahl durch die Hartford Whalers wurde er von den Flames aber im Tausch für Rick Hodgson umgehend zurückgeholt, ehe sie ihn zu Beginn der folgenden Spielzeit 1979/80 im Tausch für ein Viertrunden-Wahlrecht im NHL Entry Draft 1982 zu den Boston Bruins transferierten. In Boston spielte der Kanadier bis zum Ende der Saison 1980/81. Danach wurde er erneut ein Free Agent und schloss sich so abermals dem Franchise der Flames an, das inzwischen ins kanadische Calgary umgezogen war und dort unter dem Namen Calgary Flames spielte.
In Diensten der Calgary Flames gelang es dem 30-Jährigen nicht mehr, sich in der NHL zu behaupten, und er spielte mit der Ausnahme einer NHL-Partie für Calgary für deren Kooperationspartner Oklahoma City Stars in der Central Hockey League (CHL). Unzufrieden mit seiner Situation verließ er das Team allerdings noch vor dem Ende des Kalenderjahres und wechselte nach Europa. Dort ging er bis zum Saisonende für den Schweizer Traditionsklub HC Davos in der Nationalliga A (NLA) aufs Eis. Mit 55 Scorerpunkten in 27 Saisoneinsätzen war der Angreifer maßgeblich am Erreichen der Vizemeisterschaft beteiligt. Anschließend beendete er im Alter von 31 Jahren seine Karriere als Aktiver.

## Erfolge und Auszeichnungen
| - 1969 J.-Ross-Robertson-Cup-Gewinn mit den Canadien junior de Montréal - 1969 Memorial-Cup-Gewinn mit den Canadien junior de Montréal - 1970 J.-Ross-Robertson-Cup-Gewinn mit den Canadien junior de Montréal | - 1970 Memorial-Cup-Gewinn mit den Canadien junior de Montréal - 1982 Schweizer Vizemeister mit dem HC Davos |

## Karrierestatistik
(Legende zur Spielerstatistik: Sp oder GP = absolvierte Spiele; T oder G = erzielte Tore; V oder A = erzielte Assists; Pkt oder Pts = erzielte Scorerpunkte; SM oder PIM = erhaltene Strafminuten; +/− = Plus/Minus-Bilanz; PP = erzielte Überzahltore; SH = erzielte Unterzahltore; GW = erzielte Siegtore; 1 Play-downs/Relegation; Kursiv: Statistik nicht vollständig)